# 비태
비태(比台, ?~?)는 신라의 관리이다.

## 생애
신라에 각간 관등을 지녔던 그는 551년에 거칠부 등과 함께 고구려를 공격해 철령 이남에서 죽령 이북의 한강 상류지역 10군을 얻어내는 데 공을 세웠다.